# ぶぶるパークみかも
ぶぶるパークみかもは、徳島県三好郡東みよし町の吉野川にある水辺の楽校（河川公園）である。
「ぶぶるパークみかも　サァ～！やらんで町おこし」で、平成18年度国土交通省手づくり郷土賞（地域活動部門）受賞。	

## 地理
2005年（平成17年）6月12日に開園。吉野川市のバンブーパークに続き県内で2番目の水辺の楽校として開校。その他にも県内には美馬市の水辺の楽校中鳥川公園と三好市の川崎床固工・川崎水辺の楽校が水辺の楽校の指定を受けている。
18haある園内には「自然観察ゾーン」、「親水ゾーン」、「竹林・ネイチャーゾーン」、「自然林ゾーン」、「イベント広場ゾーン」、「スポーツ広場ゾーン」の6つのゾーンが整備さえれている。

## 施設
- 自然観察ゾーン
- 親水ゾーン
- 竹林・ネイチャーゾーン
- 自然林ゾーン
- イベント広場ゾーン
- スポーツ広場ゾーン

## 交通
- JR徳島線「三加茂駅」より車で約5分。
- 徳島自動車道「美馬インターチェンジ」より車で約20分。